# Karina Fernández
Karina Fernández Madrigal  (22 de junho de 1978) é uma triatleta profissional costa-riquense.

Karina Fernández representou seu país nas Olimpíadas de 2000 e não terminando a prova.